# Patrick Vilaire
Patrick Vilaire né le 16 septembre 1941 à Port-au-Prince (Haïti) est un plasticien, sculpteur, spécialiste en céramologie et en énergies nouvelles. Il est aussi le président de la Fondation pour la recherche iconographique & documentaire ainsi que le fondateur du groupe GATAPHY Groupe pour l’assistance technique aux potiers et à la petite hydraulique des mornes). Membre de l’Académie internationale de la céramique (1964) et chevalier des Arts et des Lettres (France, 1991). Chercheur associé de la Smithsonian Institution depuis 2004, il a reçu le prix Édouard-Glissant en mai 2010

## Biographie
Patrick Vilaire étudie le dessin à la Galerie Ramponeau à Port-au-Prince (1955-1958), la céramique au Centre de la céramique d’Haïti (1956-1959). En 1959, il participe à un échange culturel mondial à Genève (Académie internationale de la céramique). En 1960, il travaille avec les artisans potiers de Bréda et de Lory (Plaine du Nord d'Haïti), collaboration qu’il renouvelle en 1985 dans le cadre d’un projet de développement avec les artisans potiers d’Aux Pins (Hauteurs de l’Anse-à-Veau, Sud d’Haïti), projet de développement financé par la coopération canadienne.
En 1964, il devient membre de l’Académie internationale de la céramique.
Patrick se spécialise alors en céramologie historique à l’Institut national de la culture, centre subrégional de Panama (1976), puis étudie les énergies nouvelles à l’Agence française pour la maîtrise de l'énergie (AFME) de Nice (1986) : solaire, éolienne, cinétique.
De 1965 à 1975, il est professeur d’art (céramique, dessin) à l’école Sainte-Trinité de Port-au-Prince. Membre fondateur, animateur, enseignant au Centre artistique et culturel Poto Mitan avec Wilfrid Austin dit Frido et Jean-Claude Garoute dit Tiga. Assistant à la section précolombienne du Bureau d'ethnologie d'Haïti de 1976 à 1980. En 1988 il crée à Port-au-Prince la Fondation pour la recherche iconographique et documentaire, en collaboration avec Michèle Oriol et Réginald Cohen.
En 1989, il crée le groupe GATAPHY (Groupe pour l'assistance technique aux potiers et à la petite hydraulique des Mornes), maîtrise les techniques de pompage cinétique et l’installation des béliers hydrauliques.
Depuis 1994, responsable technique du GRET-Haïti (Groupe de recherche et d’échanges technologiques) il travaille à la création des structures d’approvisionnement en eau potable dans les quartiers défavorisés. De 1995 à nos jours, il compte de nombreuses réalisations dans le domaine du développement à travers le pays avec le GRET.
En 2004, il est commissaire associé à la participation d’Haïti à la Smithsonian (Cultural Heritage), dans le projet « Haïti de la montagne à la mer ». Puis, est nommé chercheur associé de la Smithsonian Institution (Cultural Heritage).

## Expositions individuelles
- 2000 : « La Servitude et une mémoire », Docks de la Joliette, Marseille, France[2]
- 1996 : « Réflexions sur la mort », Fondation Cartier pour l'art contemporain, Paris, France [3]
- 1996 : « Réflexions sur la mort », Musée du Mans, Le Mans, France
- 1987 : « Mythe du pouvoir » (sculptures-objets), Musée d'art haïtien, Collège Saint-Pierre, Port-au-Prince, Haïti
- 1985 : « Sculptures et dessins », Musée d'art haïtien, Collège Saint-Pierre, Port-au-Prince, Haïti
- 1978 : « Nouvelles recherches », Musée d'art haïtien, Collège Saint-Pierre, Port-au-Prince, Haïti
- 1976 : « Empreintes » (dessins), Galerie Méhu, Pétion-Ville, Haïti
- 1972 : « An Experience In Haitian Culture », New York Public Library, New York, États-Unis
- 1969 : « Dessins », Pan American Union, Organisation des États américains, Washington D.C., États-Unis

## Biennales
- 2000 : 5e Biennale d'art contemporain de Lyon, France
- 1994 : « Réflexion sur la mort », XXIIe Biennale internationale de São Paulo, Brésil
- 1969 : XXe Biennale internationale de São Paulo, Brésil.

## Prix et distinctions
- Lauréat du prix Édouard-Glissant (12 mai 2010)[4]
- Chercheur associé de la Smithsonian Institution and Center (2004)
- Artiste invité à la Villa Médicis (1992)[5]
- Président de la Fondation pour la recherche iconographique et documentaire
- Membre fondateur de l’Association des céramistes haïtiens (dès 1988)
- Membre de l’Académie internationale de la céramique (1964)

## Décoration
- Chevalier de l'ordre des Arts et des Lettres (France, 1991)

## Expositions collectives (sélection)
- 2009 : « Roots and more » (avec la sculpture « L'Échelle de Richter ») Afrika Museum, Berg en Dal, Pays-Bas
- 2009 : « Kreyol Factory », La Villette, Paris, France
- 2005 : « Chefs d'État en Haïti, gloire et misères », Fondation pour la recherche iconographique et documentaire-FOKAL, Port-au-Prince, Haïti
- 2003 : « Vaudou », Abbaye de Daoulas, Bretagne, France[6]
- 2002 : « Altare Kunst Zum Niederknien » (Autels du monde), Museum Kunst Palast, Düsseldorf, Allemagne
- 2000 : « Anges et Démons », Halle Saint-Pierre, musée d'art brut et d'art singulier, Paris, France
- 1999 : « Musée des beaux-arts et de la dentelle de Calais », France
- 1998 : « Commémoration du 50e anniversaire de la Déclaration universelle des droits de l'homme vue par les créateurs haïtiens » organisée par l’Unesco, Musée d'art haïtien, Port-au-Prince, Haïti[7]
- 1999 : « Ivam Centre Julio Gonzales », Valence, Espagne
- 1998 : « Forjar el Espacio, la escultura forjada en el signo XX », Centro Atlantico de Arte Moderno, Las Palmas de Gran Canaria
- 1998 : « Haitian Art and Vodoo », The Retretti art Center, Punkaharju, Finlande
- 1997 : « Mémoire Vaudou », Musée national des arts d'Afrique et d'Océanie, Paris, France
- 1996 : « Mémoire Vaudou», Musée national, Copenhague, Danemark
- 1995 : « Faret Tachikawa Art Project », Monuments in the city of Tachikawa, Tokyo, Japon[8]
- 1992 : « Myth Red Fined », Austin, Texas, New York, États-Unis
- 1991 : « Sculptures », Musée latino-américain d'art moderne, Washington, États-Unis
- 1989 : « Images de la Révolution à Saint-Domingue», Fondation pour la recherche iconographique et documentaire, Musée d'art haïtien du Collège Saint-Pierre, Port-au-Prince, Haïti
- 1989 : « Magiciens de la Terre », Musée national d'Art moderne, Centre Georges-Pompidou, Paris, France
- 1988 : « Art naïf, art vaudou », Galeries nationales du Grand-Palais, Paris, France
- 1982 : « Images d’Haïti au XIXe siècle », Fondation pour la recherche iconographique et documentaire, Musée d'art haïtien du Collège Saint-Pierre, Port-au-Prince, Haïti
- 1979 : « Images d’Hispaniola et de Saint-Domingue », Fondation pour la recherche iconographique et documentaire, Musée d'art haïtien du Collège Saint-Pierre, Port-au-Prince, Haïti
- 1977 : « La Vannerie haïtienne », Bureau d’ethnologie d’Haïti, Port-au-Prince, Haïti
- 1977 : « Dessins et Céramiques », Staff Association of Inter-Americain Development Bank, Washington, États-Unis
- 1976 : « La Poterie haïtienne », Bureau d’ethnologie d’Haïti, Port-au-Prince, Haïti
- 1972 : « Carifiesta », Centre culturel de la ville de Georgetown, Georgetown, Guyane
- 1966 : « Premier Festival mondial des arts nègres », Dakar, Sénégal

## Publications
- Chefs d’États en Haïti : gloire et misères (avec Michèle Oriol et Corine Wieser), Lanno Imprimerie, 2006  (ISBN 99935-7-060-5)
- La poterie haïtienne : considérations techniques, 1982
- Images d’Hispaniola et de Saint-Domingue (avec Michèle Oriol et Reginald Cohen), Éditions Deschamps, 1980

## Catalogues majeurs
- « Magiciens de la Terre », Musée national d'art moderne, Centre Georges-Pompidou, 1989
- « Faret Tachikawa Art Project », Gendaikikakushisu Publishers, Tokyo, 1995
- « Réflexion sur la mort », Fondation Afrique en créations, L’Imprimeur II, Port-au-Prince, 1994
- « Réflexion sur la mort », Fondation Cartier pour l'art contemporain, Actes Sud, Paris, 1997[9]
- « La servitude et une mémoire », Rive neuve, Marseille, 2000

## Critiques
- Gérald Alexis, Patrick Vilaire : in Contexto, Port-au-Prince, 1994
- Madison Smartt Bell, Ayiti Ferraille, 1997
- Jacques Kerchache, Métamorphose d’Ogun, 1997[10]
- Jean Jacques Mandel, Compère Général Ferraille, 1997
- Jean-Hubert Martin, Les Barons macabres de Patrick Vilaire, 1997
- Charles Merewether, Una gruesa fiabra que atravesara el cuerpo : transformacion y renovacion mito y magia en la Ochenta, Museo de Arte Contgemporaneo de Monterrey, Mexique, 1991
- Charles Najman, Haïti, l’Art est partout
- Gabriel Rebourcet et Alain Sancerni, La servitude et une mémoire, 2000